# مضخة

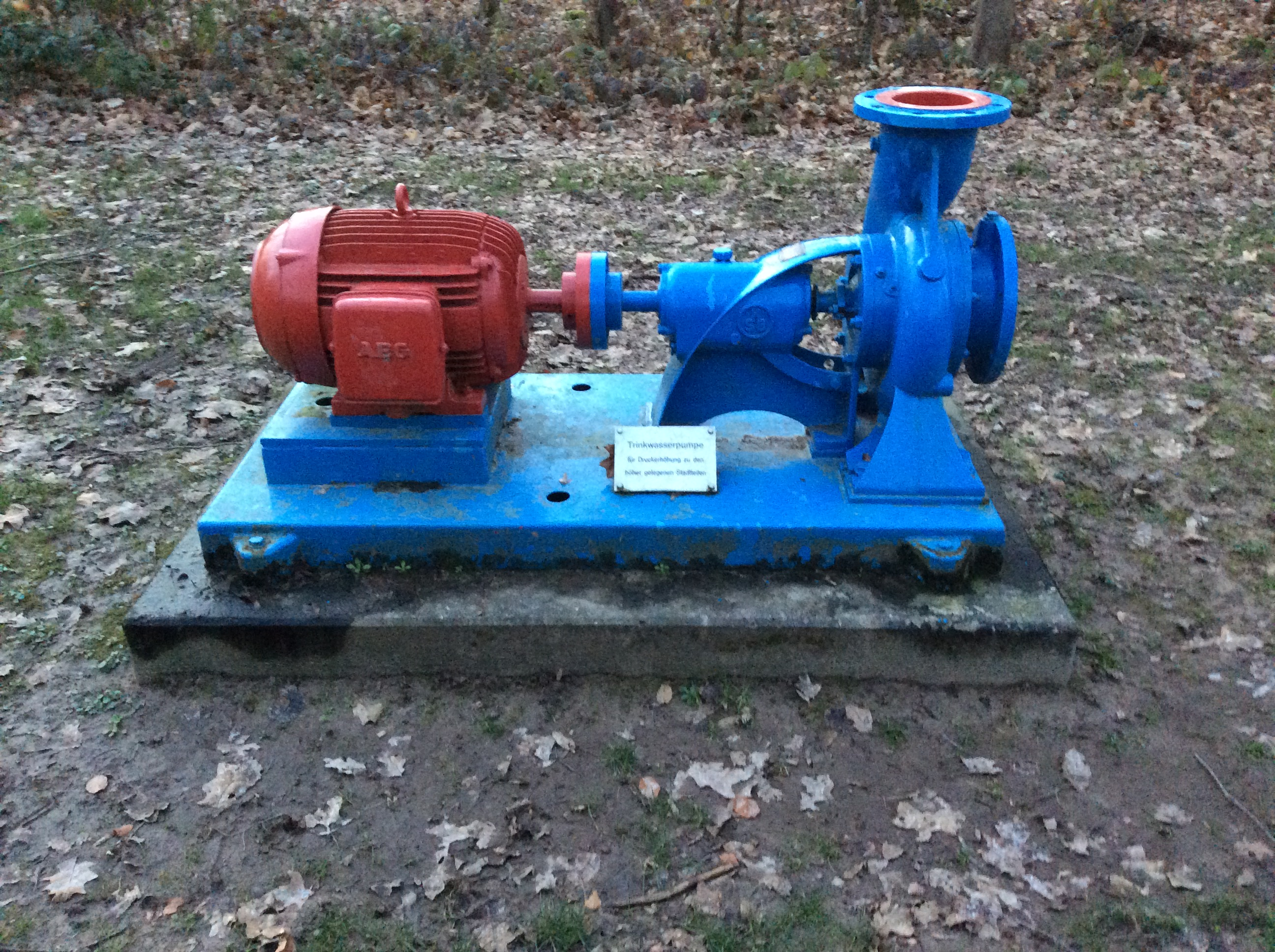
صورة لمضخة يتم تشغيلها باستخدام محرك كهربائي

المضخة (بالإنجليزية: Pump)‏ آلة ميكانيكية تستخدم لنقل السوائل من مكان لآخر عن طريق زيادة ضغط السائل وتزويده بالطاقة ليسير في الأنابيب إلى المكان المطلوب، ويجب أن تكون هذه الطاقة كافية لتمكن السائل من التغلب على تأثير قوى الإحتكاك والجاذبية. تعتبر المضخات من آلات تحويل الطاقة حيث تقوم بتحويل الطاقة الحركية للسائل إلى ضغط، ويقوم بتصميم نظام الضخ المكتمل مهندس ميكانيكا لضمان كفاءته وتفادي ظواهر سلبية تؤثر على عمل المضخات مثل التكهف. ترتبط المضخات بشكل عام بنظام متكامل من الأنابيب والصمامات وأجهزة القياس التي تضمن سلامة عمل المضخة وسلامة العاملين عليها وسهولة صيانتها إذا لزم الأمر ولحمايتها من التلف.
هناك العشرات من المضخات يتم تصميمها بمختلف الأحجام والقدرات لكي تناسب جميع المتطلبات، ويتم تصنيعها من مواد مختلفة مثل الحديد الزهر (Cast Iron)، أو الفولاذ الكربوني (carbon Steel) وغيره. وتستخدم المضخات بشكل عام لتمكين السائل من:
- الجريان من منطقة ضغط منخفض إلى منطقة ضغط أعلى.
- التدفق من منطقة منخفضة الارتفاع إلى منطقة أعلى.
- زيادة سرعة جريان السائل في الأنابيب.

## تاريخ المضخات
ربما كان أول استخدام للمضخات كان لرفع المياه من مستوى إلى آخر لاستخدامها في الري. ولعل أول وسيلة لذلك قد ظهرت في بلاد الرافدين، حيث أظهرت نقوش آكادية «الشادوف».، والذي كان يتألف من محور خشبي طويل يعلق على هيكل خشبي في نقطة ارتكاز تقع في خمس المحور. يعلق في الطرف الأطول دلو وفي الطرف الأقصر ثقل من الحجارة. وهكذا ينزل مستخدم الشادوف الدلو إلى الساقية لملئه بالماء ليقوم الثقل الموازن برفعه وإفراغه في المكان المناسب.
اما أول ظهور لفكرة نقل الماء من مكان لآخر يعود إلى الحضارة المصرية القديمة سنة 2000 قبل الميلاد[بحاجة لمصدر]، فقد استخدموا ذراعا خشبية كانوا يضعونها قريبا من مصدر الماء على نقطة ارتكاز، يوضع في طرف الذراع وعاء أو دلو خشبي، ويوضع في الطرف الآخر كتلة أو وزن، فعندما يتم دفع طرف الذراع الحامل للدلو للأسفل يمتلئ بالماء، ثم تقوم الكتلة أو الوزن بموازنة الذراع ورفع الدلو للأعلى مرة أخرى ويتم بعدها تفريغ محتوى الوعاء في وعاء آخر وتستمر العملية بهذه الطريقة.

## أنواع المضخات
تصنف المضخات بحسب مبدأ العمل والطريقة التي يتم فيها زيادة ضغط السائل إلى نوعين رئيسيين كما يلي:

### المضخات الديناميكية

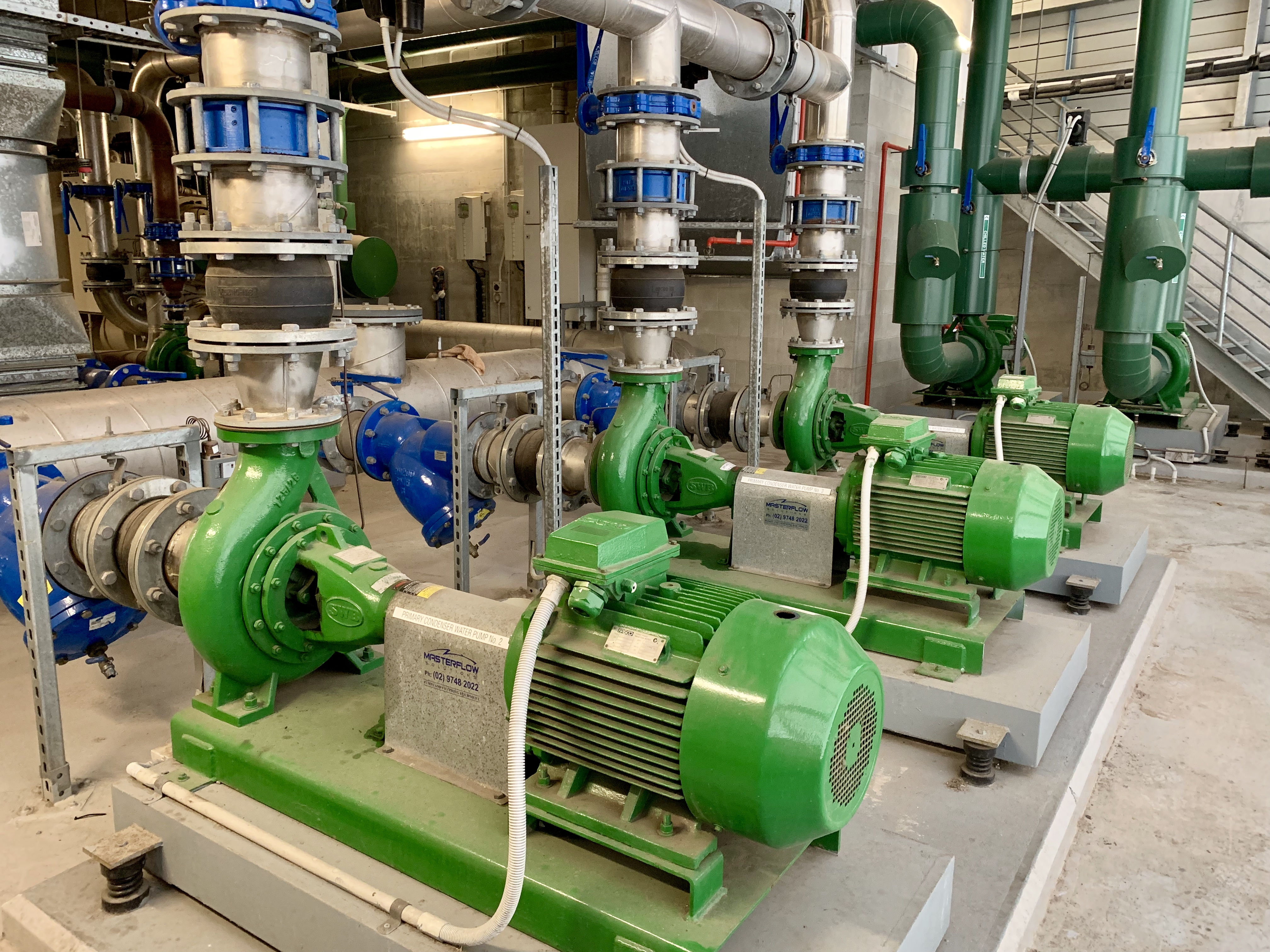
مجموعة من المضخات في محطة ضخ

تقسم المضخات الديناميكية (Dynamic Pumps) إلى نوعيين رئيسيين: 
- مضخات الطرد المركزي (Centrifugal Pumps)
- المضخات المحورية (Axial Pumps).

تعمل المضخات الديناميكية على رفع ضغط السائل بشكل متواصل عن طريق تحويل الطاقة الحركية للسائل إلى ضغط باستخدام محور دوران (Shaft) ودَفاع أو مروحة (Impeller). يعمل هذا النوع من المضخات بمبدأ برنولي الذي ينص على أن ضغط السائل يزيد إذا قلت سرعته، لذا تقوم هذه المضخات أولاً بزيادة سرعة السائل باستخدام المروحة أو الدفاع للحصول على طاقة حركية، ومن ثم تحويل هذه الطاقة الحركية إلى ضغط عن طريق زيادة مساحة مخرج المضخة أو ما يسمى (volute). حيث تؤدي زيادة مساحة المخرج إلى نُقصان سرعة السائل والذي بدوره يؤدي إلى زيادة الضغط كما ينص مبدأ برنولي.
بحسب كود التصميم رقم 610 الصادر عن المعهد الأمريكي للبترول (API 610) وهو كود التصميم الذي يعتمده أغلب المهندسين والمصممين في العالم، فإن مضخات الطرد المركزي (Centrifugal Pumps) تقسم إلى ثلاث أنواع فرعية:
| النوع                                   | الأنواع الفرعية                       | الأنواع الفرعية           | الوصف |
| النوع                                   | الاسم العربي                          | الاسم الإنجليزي           | الوصف |
| --------------------------------------- | ------------------------------------- | ------------------------- | --- |
| مضخات الطرد المركزي (Centrifugal Pumps) | مضخات الدفاع (المروحة) المعلق         | overhang Pump             | هي المضخة التي يقع فيها الدفاع أو المروحة (impeller) على طرف محور الدوران (Shaft)                                             |
| مضخات الطرد المركزي (Centrifugal Pumps) | مضخات الدفاع الواقع بين كراسي التحميل | Impeller between Bearings | هي المضخة التي يقع فيها الدفاع أو المروحة بين كراسي التحميل (Bearings)                                                        |
| مضخات الطرد المركزي (Centrifugal Pumps) | المضخات العامودية                     | Vertical Pumps            | المضخات التي يقع فيها الدفاع أو المروحة في الأسفل بينما يكون المحرك أو الموتور (Motor) في الأعلى مرتبط مع المضخة بشكل عامودي. |

### مضخات الإزاحة الايجابية
(بالإنجليزية: Positive Displacement Pumps) وهي المضخات التي ترفع ضغط السائل عن طريق حصره في مكان ثابت الحجم، فيجبر السائل على الهروب من مخرج المضخة بسبب خاصية (عدم قابلية الانضغاط) للسوائل. من ميزات هذا النوع من المضخات أنه يمكن الحصول على ضغوط عالية للسوائل مقارنة بالنوع السابق. إلا أنه أحد أهم عيوبه هو كلفته التشغيلية العالية بسبب كثرة عدد الأجزاء المتحركة فيه. يعتمد الضغط الذي تولده هذه المضخات على مقدار الإزاحة (Housing Size) وسرعة دوران المضخة. ويجب دائما استخدام صمام أمان (Safety valve) على خط الطرد (Discharge pipe) في هذا النوع من المضخات لتجنب حدوث كسر في الأنابيب نتيجة الضغط العالي والاهتزاز الناتج عن الحركة. تقسم مضخات الإزاحة الجانبية إلى نوعين رئيسيين وكل نوع يقسم إلى أنواع فرعية كما يلي:
| النوع                                | الوصف | الأنواع الفرعية                | الأنواع الفرعية | صورة |
| النوع                                | الوصف | الإسم العربي                   | الاسم الإنجليزي | صورة |
| ------------------------------------ | --- | ------------------------------ | --------------- | ---- |
| المضخات الترددية Reciprocating Pumps | وهي المضخات التي يتحرك فيها المكبس حركة ترددية للإمام والخلف بخط مستقيم                                                                                            |                                | Plunger pump    |      |
| المضخات الترددية Reciprocating Pumps | وهي المضخات التي يتحرك فيها المكبس حركة ترددية للإمام والخلف بخط مستقيم                                                                                            | مضخة المكبس                    | Piston pump     |      |
| المضخات الترددية Reciprocating Pumps | وهي المضخات التي يتحرك فيها المكبس حركة ترددية للإمام والخلف بخط مستقيم                                                                                            | مضخة الحاجز (الغشاء)           | Diaphragm pump  |      |
|                                      | |                                |                 |      |
| المضخات الدوارة Rotary Pumps         | وهي المضخات التي تحتوي على جزء دوار محصور في مكان مغلق يتحرك حركة دائرية حول محوره، من الأمثلة عليها المضخة الترسية، حيث تكون الأجزاء المتحركة فيها هي تروس الجير. | مضخة ذات تروس (المضخة الترسية) | Gear Pumps      |      |
|                                      | |                                | Lobe Pump       |      |
|                                      | Vane Pump |                                |                 |      |
|                                      | Screw Pump |                                |                 |      |

## اختيار المضخة
يعتمد اختيار المضخة المناسبة على عدة عوامل منها:
- نوع السائل المراد ضغطه: حيث يجب أن يتوافق نوع السائل مع المادة المصنوع منها المضخة كي لا يتسبب السائل في حدوث تآكل أو صدأ في المضخة.
- الضغط المراد الحصول عليه: للضغط العالي جدا يتم استخدام مضخات الإزاحة الجانبية (Positive Displacement Pumps) أما الضغط العالي إلى المتوسط فيتم استخدام المضخات الديناميكية (Dynamic Pumps).
- الكلفة: حيث أن مضخات الإزاحة الجانبية أعلى كلفة بشكل عام من المضخات الديناميكية من ناحية التركيب والتشغيل.

## المضخات الغاطسة
هي مضخات طارده مركزية يتم غمرها في المياه أو المائع المراد رفعه بالمضخة ويتم عزلها وعزل الموتور عزلاً جيداً وذلك لتفادي تسريب أي مياه الي داخل الموتور الخاص بالمضخة

## التطبيقات
تُستخدم المضخات لمختلف الأغراض، تتضمّن الاستخدامات القديمة للمضخة في طواحين الهواء وطواحين الماء لضخ المياه. وفي الوقت الحاضر تستخدم المضخات في الرّي وضخ المياه ونقل وتعبئة مشتقات البترول، وفي محطات الصرف الصحي وأنظمة التكييف والتبريد، وللسيطرة على الفيضانات. ونظراً لاستخداماتها الواسعة، فإن المضخات تتوفر بمختلف الأشكال والأحجام، فمنها الصغير جداً ومنها الكبير جداً، وكذلك هناك المضخات التي تعمل تحت ضغط هائل إلى التي تعمل تحت ضغط منخفض.

## تهيئة المضخة
لا يمكن للمضخات التي تتعامل مع السوائل أن تسحب الهواء، لذلك يجب في البداية أن يتم تزويد خط التغذية الموصول بالهيكل الداخلي للمضخة بالسائل الذي يُراد ضخّه. وتسمى هذه العملية  بتهيئة المضخة - Priming pump، ولو قمنا بتشغيل المضخة من غير تهيئتها بالسائل اللازم، فإن المضخة ستقوم بسحب الهواء أولاً إلى داخلها مما يؤدي إلى توقف عملها إلى أن يتم شفط الهواء منها وإعادة ملئ خط التغذية بالماء.

## المضخة كمزوّد للمياه

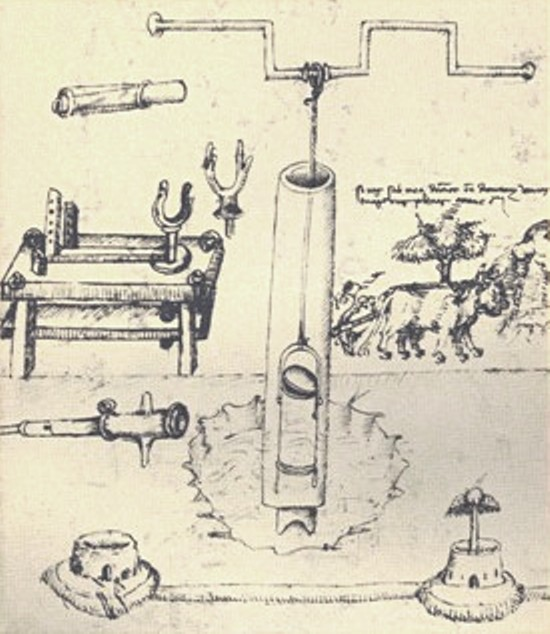
أول تصوّر أوروبي لمضخة مكبس، بواسطة Taccola ، c.1450. [19

إحدى أنواع المضخات المتعارف عليها عالمياً هي المضخة اليدوية، إذ كانت تستخدم قديماً في سدود المياه قبل صنع تمديدات المياه. تقوم هذه المضخات بسحب المياه مباشرة من المصدر، من غير تصفية ولا تعدين، واستهلاك المياه من هذه المضخة يؤدي إلى العديد من الأمراض. أما المضخات اليدوية الحديثة فهي تصنف على أنها أفضل خيار من حيث الديمومة والتكلفة لتزويد المياه بشكل آمن، غالبا تستخدم في المناطق الحضرية في الدول النامية. المضخة اليدوية يمكن لها أن تصل إلى أماكن عميقة في الأرض لسحب المياه، والتي لا يمكن الوصول إليها بشرياً.

## روابط خارجية
- فيديو يوضح عمل مضخة الشادوف القديمة